# سكوت بورغس
سكوت بورغس (بالإنجليزية: Scott Burgess)‏ (27 يونيو 1996 في المملكة المتحدة - ) هو لاعب كرة قدم بريطاني في مركز الوسط. لعب مع نادي بوري ونادي ستاليبريدج سيلتيك.

## وصلات خارجية
- سكوت بورغس على موقع قاعدة بيانات كرة القدم.إي يو (الإنجليزية)
- سكوت بورغس على موقع Soccerbase.com (لاعب) (الإنجليزية)
- سكوت بورغس على موقع Soccerway.com (الإنجليزية)